# Liste der Kardinalskreierungen Coelestins III.
Papst Coelestin III. hat im Verlauf seines Pontifikates (1191–1198) in einem Konsistorium die Kreierung von fünf Kardinälen vorgenommen.

## Konsistorium am 20. Februar 1193
- Fidantius – Kardinalpriester von S. Marcello, † 19. Februar 1197
- Bobo, Kardinalnepot – Kardinaldiakon von S. Teodoro, † 9. Oktober 1199
- Cencius – Kardinaldiakon von S. Lucia in Orthea, dann (3. Juni 1200) Kardinalpriester von SS. Giovanni e Paolo, endlich (18. Juli 1216) Papst Honorius III. † 18. März 1227
- Petrus Capuanus – Kardinaldiakon von S. Maria in Via Lata, dann (23. Dezember 1200) Kardinalpriester von S. Marcello, † 30. August 1214
- Johannes von St. Paul, O.S.B. – Kardinaldiakon, dann (22. Mai 1193) Kardinalpriester von S. Prisca, endlich (18. Dezember 1204) Kardinalbischof von Sabina, † nach 20. Mai 1214